# Aleksandr Stepanovič Popov
Aleksandr Stepanovič Popov in russo Алекса́ндр Степа́нович Попо́в? (Krasnotur'insk, 16 marzo 1859 – San Pietroburgo, 13 gennaio 1906) è stato un fisico russo, pioniere delle radiocomunicazioni.

## Biografia

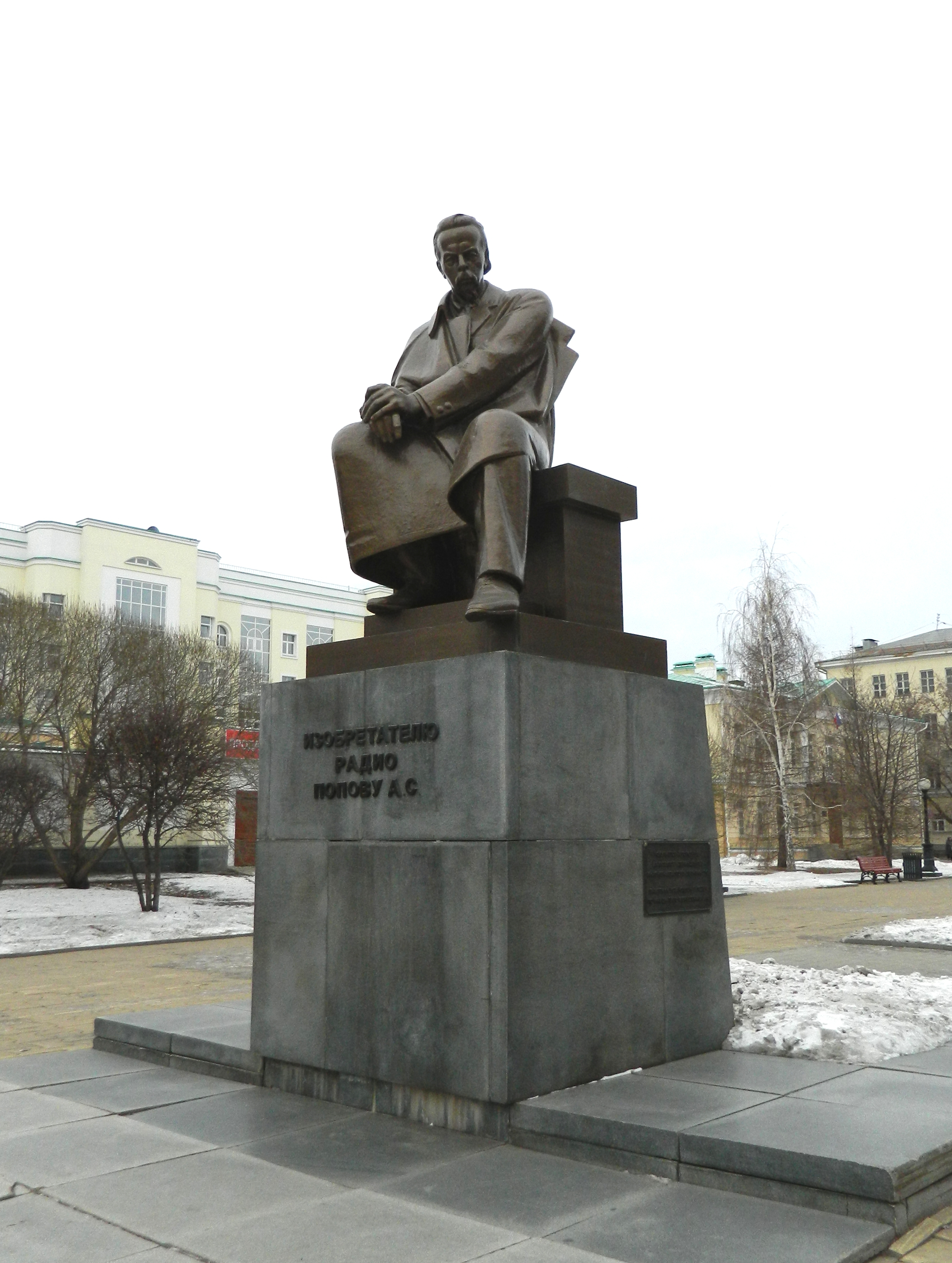
Monumento ad A. S. Popov nella città di Ekaterinburg

Nel 1889 riprodusse gli esperimenti di Heinrich Rudolf Hertz sulle radiazioni elettromagnetiche allora dette "onde hertziane" ed oggi onde radio. Ideò poi un dispositivo ricevitore a coherer (rivelatore di onde elettromagnetiche) con il quale riuscì, nel 1894-95, a registrare le onde radio naturali provocate dalle scariche elettriche atmosferiche: le due estremità del coherer erano collegate l'una a terra e l'altra a un conduttore verticale (antenna). Popov aveva scoperto che quest'ultima accresceva la sensibilità del ricevitore. Secondo lo stesso Popov, il ricevitore non differiva sostanzialmente da quello costruito successivamente da Marconi, ma la cosa è controversa.
Con il suo ricevitore, il 26 marzo 1896 Popov riuscì a trasmettere e a registrare, su una distanza di 250 metri, il primo messaggio radio in alfabeto Morse, composto da tre parole: Heinrich Rudolf Hertz.
Nel 1898 riuscì a trasmettere da una base navale ad una nave in movimento mediante le onde radio.
Nel 1900 si recò a Parigi per apportare perfezionamenti ai suoi apparecchi destinati alle radiocomunicazioni della flotta russa.
Morì nel 1906 in seguito ad un'emorragia cerebrale.

## Nella cultura di massa
Nel 1949 fu realizzato il film Aleksandr Popov, regia di Gerbert Moricevič Rappaport e Viktor Vladislavovič Ėjsymont ed interpretato da Nikolaj Čerkasov.